# Kate O'Flynn
Kate O'Flynn (Bury, 1986) è un'attrice britannica.

## Biografia
Dopo gli studi alla Royal Academy of Dramatic Art, Kate O'Flynn fece il suo debutto sul grande schermo con La felicità porta fortuna - Happy Go Lucky, iniziando così la lunga collaborazione con il regista Mike Leigh. Nello stesso anno fece il suo esordio a teatro con La calunnia a Manchester, mentre nel 2009  fece il suo debutto sulle scene londinesi al Royal Court Theatre e, alla prolifica attività teatrale, affiancò quella di attrice televisiva e cinematografica, apparendo in serie TV come Padre Brown e Casualty e film come Turner e Peterloo. Nel 2018 è stata candidata al Laurence Olivier Award alla miglior attrice non protagonista per Lo zoo di vetro al Duke of York's Theatre.

## Filmografia parziale

### Cinema
- La felicità porta fortuna - Happy Go Lucky (Happy Go Lucky), regia di Mike Leigh (2008)
- Turner (Mr. Turner), regia di Mike Leigh (2014)
- Bridget Jones's Baby, regia di Sharon Maguire (2016)
- Peterloo, regia di Mike Leigh (2018)

### Televisione
- Heartbeat – serie TV, 1 episodio (2006)
- New Tricks - Nuove tracce per vecchie volpi (New Tricks) – serie TV, 1 episodio (2013)
- No Offence – serie TV, 9 episodi (2015-2018)
- Doctor Thorne – miniserie TV (2016)
- Padre Brown (Father Brown) – serie TV, 2 episodi (2017-2018)
- Wanderlust – serie TV, 5 episodi (2018)
- Shakespeare & Hathaway – serie TV, 1 episodio (2019)
- Casualty – serie TV, 1 episodio (2019)
- Landscapers - Un crimine quasi perfetto (Landscapers) – miniserie TV, 4 puntate (2021)
- Delitti in Paradiso (Death in Paradise) – serie TV, episodi 11x05-11x06-11x07 (2022)
- My Lady Jane – serie TV (2024)

## Doppiatrici italiane
Nelle versioni in italiano delle opere in cui ha recitato, Kate O'Flynn è stata doppiata da:
- Gaia Bolognesi in Bridget Jones's Baby, Landscapers - Un crimine quasi perfetto
- Gemma Donati in Delitti in Paradiso
- Perla Liberatori in Padre Brown
- Antilena Nicolizas in My Lady Jane